# ガルワーリー語
ガルワーリー語（ガルワーリーご、ガルワーリー語: गढ़वळि भाख、英: Garhwali）は、インド語派のパハール語（北部諸語）に属する言語である。ガルワール語、ガルワーリーともいう。ガルワーリーという名称はガルワール地方のガルワールという地名が由来である。話者は、インド、ウッタラーカンド州のガルワール地方の人々である。文字はデーヴァナーガリーを用いる。

## 言語名別称
- ガルワール語
- ガルワーリ語
- ガルワーリー
- Gadhavali
- Gadhawala
- Gadwahi
- Gashwali
- Girwali
- Godauli
- Gorwali
- Gurvali
- Pahari Garhwali

## 方言
- Lohbya (gbm-loh)
- Chandpuri (gbm-cha)
- Salani (gbm-sal)
- Nagpuriya (gbm-nag)
- Jaunpuri (gbm-jau)
- Tehri (gbm-teh)
- Bhattiani (gbm-bha)
- Gangadi (gbm-gan)
- Srinagaria (gbm-sri)
- Dessaulya (gbm-des)
- Parvati (gbm-par)
- Badhani (gbm-bad)
- Bangani (gbm-ban)
- Rathi (gbm-rat)
- Ravai (gbm-rav)
- Majh-Kumaiya (gbm-maj)